# Цілорі
Цілорі (груз. წილორი) — село в Грузії.
За даними перепису населення 2014 року в селі проживає 398 осіб.